# Arezki Ait Larbi
Pour les articles homonymes, voir Arezki.
Arezki Aït-Larbi (en kabyle : Aṛezqi At Lɛrbi), né le 11 août 1955 à Aït Si Amara dans la commune d'Aït Yahia (en Kabylie, Algérie), est un journaliste algérien.

## Biographie
Militant du Printemps berbère, il a été arrêté le 20 avril 1980 et déféré devant la Cour de sûreté de l'État avec 23 autres personnes. Tous furent remis, sans jugement, en liberté provisoire le 26 juin 1980. 
Le 19 mai 1981, il est de nouveau arrêté à l'université d'Alger en même temps que beaucoup d'autres membres du collectif culturel de l'université. Il passera huit mois à la prison d'El Harrach (Alger). 
Membre fondateur de la première Ligue algérienne des droits de l’homme, il est arrêté une nouvelle fois le 5 juillet 1985. Inculpé d’atteinte à la sûreté de l'État et constitution d'association visant à un renversement du régime, il purge une bonne partie de sa peine au pénitencier de Lambèse, près de Batna, dans les Aurès. 
En février 1989, il est parmi les fondateurs du parti du Rassemblement pour la culture et la démocratie. Il démissionne de ce parti en octobre 1991, quitte la scène militante, et entame une carrière de journaliste. Durant les années de terrorisme, il est chroniqueur à l'Hebdo Libéré, puis reporter à Ruptures. Après l’assassinat de l’écrivain Tahar Djaout, en mai 1993, il crée, avec un groupe d’artistes et d’intellectuels, le « Comité vérité », qui émet des doutes sur la thèse officielle attribuant l’attentat au GIA. 
Correspondant de plusieurs publications étrangères, notamment Le Figaro, Ouest-France, La Libre Belgique, et le Los Angeles Times, les autorités lui refusent une accréditation officielle depuis 1995 ainsi que l'obtention d'un agrément pour la création d'un journal depuis 2005. De 1998 à 2000, il est consultant pour l'International Crisis Group pour le compte duquel il participe à deux études sur l'Algérie. Il est, depuis 2008, l'initiateur du Collectif SOS Libertés, qui milite pour la défense des libertés individuelles en Algérie, et particulièrement de la liberté de conscience et de culte; notamment dans la défense des chrétiens persécutés par le régime. Il fonde en 2009 la société d'édition Koukou, éponyme du royaume de Koukou et spécialisée dans l'essai politique et historique.
Il a fait l'objet de plusieurs arrestations par les autorités algériennes, notamment en 2007 et en 2011.